# Oldenlandia yoderi
Oldenlandia yoderi är en måreväxtart som beskrevs av Adolph Daniel Edward Elmer. Oldenlandia yoderi ingår i släktet Oldenlandia och familjen måreväxter.
Artens utbredningsområde är Filippinerna. Inga underarter finns listade i Catalogue of Life.